# (14619) Plotkin
(14619) Plotkin (1998 UF9) – planetoida z pasa głównego asteroid okrążająca Słońce w ciągu 3,35 lat w średniej odległości 2,24 j.a. Odkryta 16 października 1998 roku.